# Себастіан Карась
Себастіан Карась (пол. Sebastian Karaś, *1991, Ельблонг, Польща) — польський професійний плавець, який вперше переплив Балтійське море. Карась є чемпіоном Польщі з плавання у відкритих водоймах, тренер з 9-річним досвідом підготовки плавців та триатлоністів.

## Життєпис
Плаванням Себастіан Карась почав захоплюватися ще у 8-річному віці. З того часу кожну вільну хвилину він присвячував навчанню, свій досвід у басейні накопичував понад десять років. За свою кар'єру плавець здобув 50 медалей на чемпіонатах Польщі у всіх вікових категоріях. Установив 5 рекордів Польщі у басейні.
З 2012 року почав плавати на великі дистанції у відкритих водоймах. Під час тренувань пропливає за тиждень приблизно 100 км. У 2015 році він покращив рекорд Польщі, перепливши Ла-Манш за 8 годин 48 хвилин. Попередній рекорд Терези Заречансько-Ружанської — 11 годин 10 хвилин. Коли Карась успішно переплив протоку Ла-Манш, він вирішив реалізувати ще один проект під назвою «100 км через Балтику» — від Борнхольму до Колобжегу.
У лютому 2017 року Себастьян Карась намагався побити рекорд Гіннеса — проплисти трохи більше 102 кілометрів за 24 години. Однак, йому вдалося тільки побити рекорд Польщі. До рекорду Гіннеса забракло приблизно 5 кілометрів. Він проплив за добу 96 км і 850 м. Під час запливу його годували через кожні 40 хвилин і годування тривало 20 секунд. Він спожив 19 тисяч калорій. Через 6 годин він зупинився на довший час — з'їв суп і булку, щоб забезпечити організм вуглеводами.
У серпні 2016 року плавець Карась уже пробував переплисти Балтійське море. Однак, пропливши 30-ть км, він скасував заплив у зв'язку з великими хвилями й ознаками морської хвороби.
28 серпня 2017 року Севастіан Карась близько 20-ї години стартував з міста Колобжег (Польща) і фінішував 30 серпня о 00:30 на острові Борнхольм (Данія). Карась був одягнений у гідрокостюм та отримував теплу їжу кожні 40 хвилин. Рятувальна група за допомогою рятувального круга подавала йому їжу з катера, який супроводжував плавця протягом усього запливу. Це були коктейлі та гарячий росі́л. Головною проблемою під час підкорення моря була низька температура води. Відстань понад 100 кілометрів плавець проплив за 28 годин 30 хвилин.